# 女士島

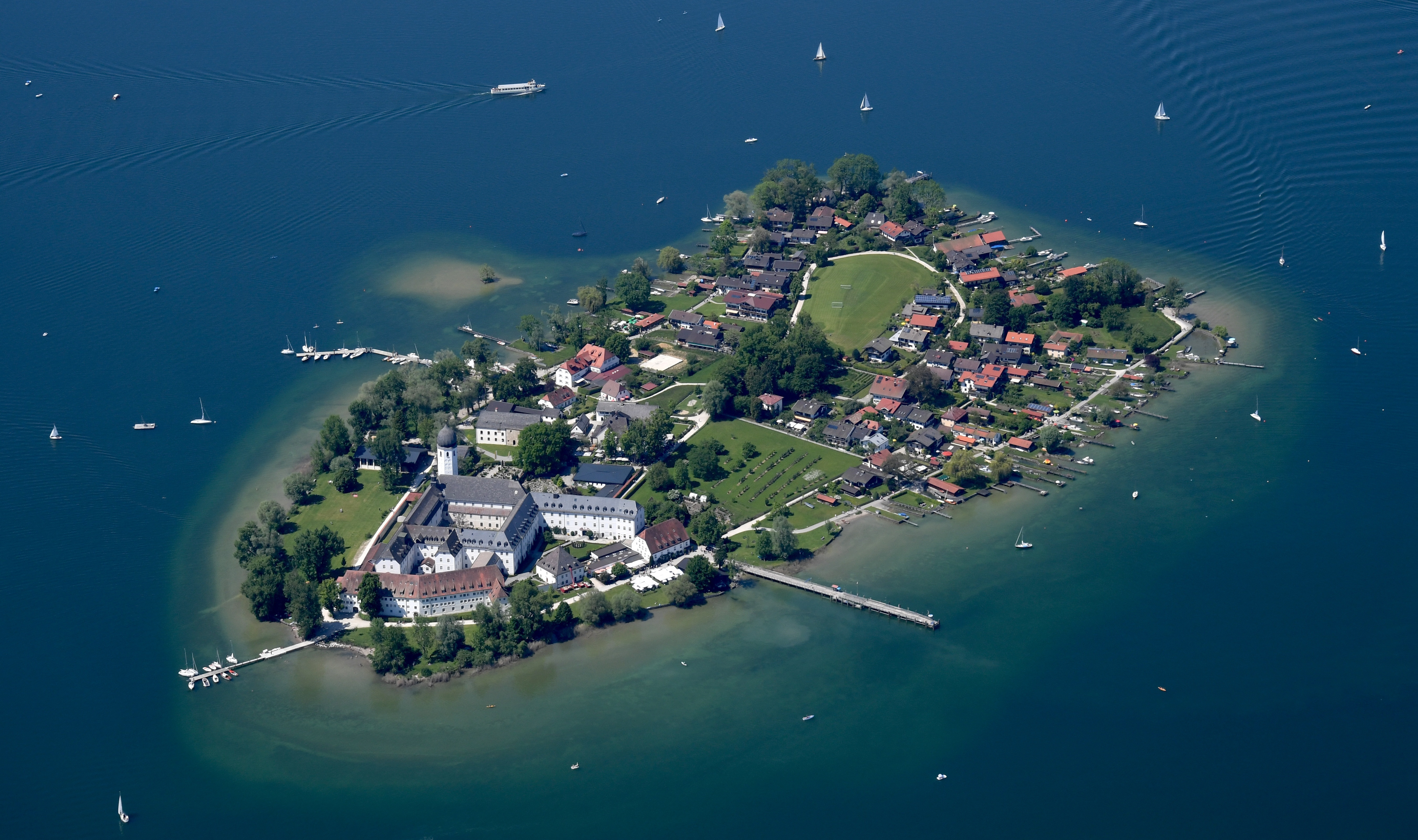
女士島（2021年攝）

47°52′N 12°26′E / 47.867°N 12.433°E
女士島（德語：Frauenchiemsee），是德国基姆湖中的一個島嶼，也是該湖泊面積第二大的岛。它行政上隸屬於巴伐利亚上巴伐利亚行政区罗森海姆县，是巴伐利亚州最小的自治市。該島面積15.5-公頃（38-英畝），島上無車，而且有一個本笃会修道院，该修道院由泰西罗三世于782年創辦，截至2016年，修道院內有21位修女。另外島上還有300名永久居民。